# Coupe de la Ligue de rugby à XV 2002-2003
Navigation
Coupe de la Ligue 2001-2002
La Coupe de la Ligue de rugby à XV 2002-2003 est la 3e édition de la compétition organisée par la Ligue nationale de rugby.
Elle est remportée par le Stade rochelais qui bat le CS Bourgoin-Jallieu en finale ; il s'agit de la seule équipe de Pro D2 à avoir remporté la Coupe.
La Coupe de la Ligue laisse place au Challenge Sud Radio la saison suivante.

## Format
Le format met en jeux 32 clubs professionnels directement en phase finale des seizièmes jusqu'à la finale.

## Participants
Les clubs concourants pour la Coupe de la Ligue sont issus des deux divisions professionnelles des saisons 2002-2003 et comptent 32 participants.
| Top 16 (16 clubs) | Pro D2 (16 clubs) |
| --- | --- |
| - Biarritz olympique Ch - Stade montois Ch - FC Grenoble P - AS Béziers - AS Montferrand - Castres olympique - CA Bègles Bordeaux - CS Bourgoin-Jallieu - RC Narbonne - Section paloise - SU Agen - Stade français CASG - Stade toulousain - USA Perpignan - US Colomiers - US Montauban | - Lyon OU Ch - SC Albi P - Stade rochelais T R - US Dax R - Aviron bayonnais - CA Brive - CA Périgueux - FC Auch - Métro Racing 92 - Montpellier RC - RC Aubenas - RC Toulon - Stade aurillacois - Tarbes Pyrénées Rugby - US Marmande - US Tyrosse |

## Tableau de la compétition
Les seizièmes de finale sont tirés au sort et les clubs de Pro D2 reçoivent les clubs de Top 16.
|  | Seizièmes de finale                        | Seizièmes de finale                |                       |    | Huitièmes de finale           | Huitièmes de finale           |  |  | Quarts de finale          | Quarts de finale          |  |  | Demi-finales               | Demi-finales               |  |  | Finale                     | Finale                     |
|  | Seizièmes de finale                        | Seizièmes de finale                |                       |    | Huitièmes de finale           | Huitièmes de finale           |  |  | Quarts de finale          | Quarts de finale          |  |  | Demi-finales               | Demi-finales               |  |  | Finale                     | Finale                     |
|  |                                            |                                    |                       |    |                               |                               |  |  |                           |                           |  |  |                            |                            |  |  |                            |                            |
|  | 15 février 2003 à La Rochelle              | 15 février 2003 à La Rochelle      |                       |    | 22 février 2003 à La Rochelle | 22 février 2003 à La Rochelle |  |  | 8 mars 2003 à La Rochelle | 8 mars 2003 à La Rochelle |  |  | 27 mars 2003 à La Rochelle | 27 mars 2003 à La Rochelle |  |  | 27 mars 2003 à La Rochelle | 27 mars 2003 à La Rochelle |
|  | 15 février 2003 à La Rochelle              | 15 février 2003 à La Rochelle      |                       |    | 22 février 2003 à La Rochelle | 22 février 2003 à La Rochelle |  |  | 8 mars 2003 à La Rochelle | 8 mars 2003 à La Rochelle |  |  | 27 mars 2003 à La Rochelle | 27 mars 2003 à La Rochelle |  |  | 27 mars 2003 à La Rochelle | 27 mars 2003 à La Rochelle |
|  | Stade rochelais                            | 11                                 |                       |    | 22 février 2003 à La Rochelle | 22 février 2003 à La Rochelle |  |  | 8 mars 2003 à La Rochelle | 8 mars 2003 à La Rochelle |  |  | 27 mars 2003 à La Rochelle | 27 mars 2003 à La Rochelle |  |  | 27 mars 2003 à La Rochelle | 27 mars 2003 à La Rochelle |
|  | Stade rochelais                            | 11                                 |                       |    | 22 février 2003 à La Rochelle | 22 février 2003 à La Rochelle |  |  | 8 mars 2003 à La Rochelle | 8 mars 2003 à La Rochelle |  |  | 27 mars 2003 à La Rochelle | 27 mars 2003 à La Rochelle |  |  | 27 mars 2003 à La Rochelle | 27 mars 2003 à La Rochelle |
|  | SU Agen                                    | 7                                  |                       |    | 22 février 2003 à La Rochelle | 22 février 2003 à La Rochelle |  |  | 8 mars 2003 à La Rochelle | 8 mars 2003 à La Rochelle |  |  | 27 mars 2003 à La Rochelle | 27 mars 2003 à La Rochelle |  |  | 27 mars 2003 à La Rochelle | 27 mars 2003 à La Rochelle |
|  | SU Agen                                    | 7                                  | Stade rochelais       | 47 |                               |                               |  |  | 8 mars 2003 à La Rochelle | 8 mars 2003 à La Rochelle |  |  | 27 mars 2003 à La Rochelle | 27 mars 2003 à La Rochelle |  |  | 27 mars 2003 à La Rochelle | 27 mars 2003 à La Rochelle |
|  | 15 février 2003 à Brive-la-Gaillarde       |                                    | Stade rochelais       | 47 |                               |                               |  |  | 8 mars 2003 à La Rochelle | 8 mars 2003 à La Rochelle |  |  | 27 mars 2003 à La Rochelle | 27 mars 2003 à La Rochelle |  |  | 27 mars 2003 à La Rochelle | 27 mars 2003 à La Rochelle |
|  |                                            | Stade français CASG                | 3                     |    |                               |                               |  |  | 8 mars 2003 à La Rochelle | 8 mars 2003 à La Rochelle |  |  | 27 mars 2003 à La Rochelle | 27 mars 2003 à La Rochelle |  |  | 27 mars 2003 à La Rochelle | 27 mars 2003 à La Rochelle |
|  | CA Brive                                   | Stade français CASG                | 3                     | 13 |                               |                               |  |  | 8 mars 2003 à La Rochelle | 8 mars 2003 à La Rochelle |  |  | 27 mars 2003 à La Rochelle | 27 mars 2003 à La Rochelle |  |  | 27 mars 2003 à La Rochelle | 27 mars 2003 à La Rochelle |
|  | CA Brive                                   | 22 février 2003 à Montauban        |                       | 13 |                               |                               |  |  | 8 mars 2003 à La Rochelle | 8 mars 2003 à La Rochelle |  |  | 27 mars 2003 à La Rochelle | 27 mars 2003 à La Rochelle |  |  | 27 mars 2003 à La Rochelle | 27 mars 2003 à La Rochelle |
|  | Stade français CASG                        | 28                                 |                       |    |                               |                               |  |  | 8 mars 2003 à La Rochelle | 8 mars 2003 à La Rochelle |  |  | 27 mars 2003 à La Rochelle | 27 mars 2003 à La Rochelle |  |  | 27 mars 2003 à La Rochelle | 27 mars 2003 à La Rochelle |
|  | Stade français CASG                        | 28                                 | Stade rochelais       | 26 |                               |                               |  |  |                           |                           |  |  | 27 mars 2003 à La Rochelle | 27 mars 2003 à La Rochelle |  |  | 27 mars 2003 à La Rochelle | 27 mars 2003 à La Rochelle |
|  | 15 février 2003 à Périgueux                |                                    | Stade rochelais       | 26 |                               |                               |  |  |                           |                           |  |  | 27 mars 2003 à La Rochelle | 27 mars 2003 à La Rochelle |  |  | 27 mars 2003 à La Rochelle | 27 mars 2003 à La Rochelle |
|  |                                            | US Montauban                       | 12                    |    |                               |                               |  |  |                           |                           |  |  | 27 mars 2003 à La Rochelle | 27 mars 2003 à La Rochelle |  |  | 27 mars 2003 à La Rochelle | 27 mars 2003 à La Rochelle |
|  | CA Périgueux                               | US Montauban                       | 12                    | 8  |                               |                               |  |  |                           |                           |  |  | 27 mars 2003 à La Rochelle | 27 mars 2003 à La Rochelle |  |  | 27 mars 2003 à La Rochelle | 27 mars 2003 à La Rochelle |
|  | CA Périgueux                               | 8 mars 2003 à Castres              |                       | 8  |                               |                               |  |  |                           |                           |  |  | 27 mars 2003 à La Rochelle | 27 mars 2003 à La Rochelle |  |  | 27 mars 2003 à La Rochelle | 27 mars 2003 à La Rochelle |
|  | US Montauban                               | 38                                 |                       |    |                               |                               |  |  |                           |                           |  |  | 27 mars 2003 à La Rochelle | 27 mars 2003 à La Rochelle |  |  | 27 mars 2003 à La Rochelle | 27 mars 2003 à La Rochelle |
|  | US Montauban                               | 38                                 | US Montauban          | 28 |                               |                               |  |  |                           |                           |  |  | 27 mars 2003 à La Rochelle | 27 mars 2003 à La Rochelle |  |  | 27 mars 2003 à La Rochelle | 27 mars 2003 à La Rochelle |
|  | 15 février 2003 à Colombes                 |                                    | US Montauban          | 28 |                               |                               |  |  |                           |                           |  |  | 27 mars 2003 à La Rochelle | 27 mars 2003 à La Rochelle |  |  | 27 mars 2003 à La Rochelle | 27 mars 2003 à La Rochelle |
|  |                                            | AS Montferrand                     | 11                    |    |                               |                               |  |  |                           |                           |  |  | 27 mars 2003 à La Rochelle | 27 mars 2003 à La Rochelle |  |  | 27 mars 2003 à La Rochelle | 27 mars 2003 à La Rochelle |
|  | Métro Racing 92                            | AS Montferrand                     | 11                    | 15 |                               |                               |  |  |                           |                           |  |  | 27 mars 2003 à La Rochelle | 27 mars 2003 à La Rochelle |  |  | 27 mars 2003 à La Rochelle | 27 mars 2003 à La Rochelle |
|  | Métro Racing 92                            | 22 février 2003 à Montpellier      |                       | 15 |                               |                               |  |  |                           |                           |  |  | 27 mars 2003 à La Rochelle | 27 mars 2003 à La Rochelle |  |  | 27 mars 2003 à La Rochelle | 27 mars 2003 à La Rochelle |
|  | AS Montferrand                             | 44                                 |                       |    |                               |                               |  |  |                           |                           |  |  | 27 mars 2003 à La Rochelle | 27 mars 2003 à La Rochelle |  |  | 27 mars 2003 à La Rochelle | 27 mars 2003 à La Rochelle |
|  | AS Montferrand                             | 44                                 | Stade rochelais       | 33 |                               |                               |  |  |                           |                           |  |  |                            |                            |  |  | 27 mars 2003 à La Rochelle | 27 mars 2003 à La Rochelle |
|  | 15 février 2003 à Montpellier              |                                    | Stade rochelais       | 33 |                               |                               |  |  |                           |                           |  |  |                            |                            |  |  | 27 mars 2003 à La Rochelle | 27 mars 2003 à La Rochelle |
|  |                                            | Castres olympique                  | 10                    |    |                               |                               |  |  |                           |                           |  |  |                            |                            |  |  | 27 mars 2003 à La Rochelle | 27 mars 2003 à La Rochelle |
|  | Montpellier RC                             | Castres olympique                  | 10                    | 28 |                               |                               |  |  |                           |                           |  |  |                            |                            |  |  | 27 mars 2003 à La Rochelle | 27 mars 2003 à La Rochelle |
|  | Montpellier RC                             | 22 mars 2003 à Bayonne             |                       | 28 |                               |                               |  |  |                           |                           |  |  |                            |                            |  |  | 27 mars 2003 à La Rochelle | 27 mars 2003 à La Rochelle |
|  | US Colomiers                               | 12                                 |                       |    |                               |                               |  |  |                           |                           |  |  |                            |                            |  |  | 27 mars 2003 à La Rochelle | 27 mars 2003 à La Rochelle |
|  | US Colomiers                               | 12                                 | Montpellier RC        | 13 |                               |                               |  |  |                           |                           |  |  |                            |                            |  |  | 27 mars 2003 à La Rochelle | 27 mars 2003 à La Rochelle |
|  | 15 février 2003 à Albi                     |                                    | Montpellier RC        | 13 |                               |                               |  |  |                           |                           |  |  |                            |                            |  |  | 27 mars 2003 à La Rochelle | 27 mars 2003 à La Rochelle |
|  |                                            | Castres olympique                  | 28                    |    |                               |                               |  |  |                           |                           |  |  |                            |                            |  |  | 27 mars 2003 à La Rochelle | 27 mars 2003 à La Rochelle |
|  | SC Albi                                    | Castres olympique                  | 28                    | 12 |                               |                               |  |  |                           |                           |  |  |                            |                            |  |  | 27 mars 2003 à La Rochelle | 27 mars 2003 à La Rochelle |
|  | SC Albi                                    | 22 février 2003 à Tarbes           |                       | 12 |                               |                               |  |  |                           |                           |  |  |                            |                            |  |  | 27 mars 2003 à La Rochelle | 27 mars 2003 à La Rochelle |
|  | Castres olympique                          | 32                                 |                       |    |                               |                               |  |  |                           |                           |  |  |                            |                            |  |  | 27 mars 2003 à La Rochelle | 27 mars 2003 à La Rochelle |
|  | Castres olympique                          | 32                                 | Castres olympique     | 36 |                               |                               |  |  |                           |                           |  |  |                            |                            |  |  | 27 mars 2003 à La Rochelle | 27 mars 2003 à La Rochelle |
|  | 15 février 2003 à Tarbes                   |                                    | Castres olympique     | 36 |                               |                               |  |  |                           |                           |  |  |                            |                            |  |  | 27 mars 2003 à La Rochelle | 27 mars 2003 à La Rochelle |
|  |                                            | Stade toulousain                   | 34                    |    |                               |                               |  |  |                           |                           |  |  |                            |                            |  |  | 27 mars 2003 à La Rochelle | 27 mars 2003 à La Rochelle |
|  | Tarbes Pyrénées Rugby                      | Stade toulousain                   | 34                    | 33 |                               |                               |  |  |                           |                           |  |  |                            |                            |  |  | 27 mars 2003 à La Rochelle | 27 mars 2003 à La Rochelle |
|  | Tarbes Pyrénées Rugby                      | 8 mars 2003 à Bayonne              |                       | 33 |                               |                               |  |  |                           |                           |  |  |                            |                            |  |  | 27 mars 2003 à La Rochelle | 27 mars 2003 à La Rochelle |
|  | RC Narbonne                                | 28                                 |                       |    |                               |                               |  |  |                           |                           |  |  |                            |                            |  |  | 27 mars 2003 à La Rochelle | 27 mars 2003 à La Rochelle |
|  | RC Narbonne                                | 28                                 | Tarbes Pyrénées Rugby | 8  |                               |                               |  |  |                           |                           |  |  |                            |                            |  |  | 27 mars 2003 à La Rochelle | 27 mars 2003 à La Rochelle |
|  | 15 février 2003 à Auch                     |                                    | Tarbes Pyrénées Rugby | 8  |                               |                               |  |  |                           |                           |  |  |                            |                            |  |  | 27 mars 2003 à La Rochelle | 27 mars 2003 à La Rochelle |
|  |                                            | Stade toulousain                   | 35                    |    |                               |                               |  |  |                           |                           |  |  |                            |                            |  |  | 27 mars 2003 à La Rochelle | 27 mars 2003 à La Rochelle |
|  | FC Auch                                    | Stade toulousain                   | 35                    | 20 |                               |                               |  |  |                           |                           |  |  |                            |                            |  |  | 27 mars 2003 à La Rochelle | 27 mars 2003 à La Rochelle |
|  | FC Auch                                    | 22 février 2003 à Bayonne          |                       | 20 |                               |                               |  |  |                           |                           |  |  |                            |                            |  |  | 27 mars 2003 à La Rochelle | 27 mars 2003 à La Rochelle |
|  | Stade toulousain                           | 31                                 |                       |    |                               |                               |  |  |                           |                           |  |  |                            |                            |  |  | 27 mars 2003 à La Rochelle | 27 mars 2003 à La Rochelle |
|  | Stade toulousain                           | 31                                 | Stade rochelais       | 22 |                               |                               |  |  |                           |                           |  |  |                            |                            |  |  |                            |                            |
|  | 15 février 2003 à Bayonne                  |                                    | Stade rochelais       | 22 |                               |                               |  |  |                           |                           |  |  |                            |                            |  |  |                            |                            |
|  |                                            | CS Bourgoin-Jallieu                | 20                    |    |                               |                               |  |  |                           |                           |  |  |                            |                            |  |  |                            |                            |
|  | Aviron bayonnais                           | CS Bourgoin-Jallieu                | 20                    | 36 |                               |                               |  |  |                           |                           |  |  |                            |                            |  |  |                            |                            |
|  | Aviron bayonnais                           |                                    |                       | 36 |                               |                               |  |  |                           |                           |  |  |                            |                            |  |  |                            |                            |
|  | Section paloise                            | 7                                  |                       |    |                               |                               |  |  |                           |                           |  |  |                            |                            |  |  |                            |                            |
|  | Section paloise                            | 7                                  | Aviron bayonnais      | 27 |                               |                               |  |  |                           |                           |  |  |                            |                            |  |  |                            |                            |
|  | 15 février 2003 à Dax                      |                                    | Aviron bayonnais      | 27 |                               |                               |  |  |                           |                           |  |  |                            |                            |  |  |                            |                            |
|  |                                            | CA Bègles Bordeaux                 | 22                    |    |                               |                               |  |  |                           |                           |  |  |                            |                            |  |  |                            |                            |
|  | US Dax                                     | CA Bègles Bordeaux                 | 22                    | 26 |                               |                               |  |  |                           |                           |  |  |                            |                            |  |  |                            |                            |
|  | US Dax                                     | 22 février 2003 à Mont-de-Marsan   |                       | 26 |                               |                               |  |  |                           |                           |  |  |                            |                            |  |  |                            |                            |
|  | CA Bègles Bordeaux                         | 45                                 |                       |    |                               |                               |  |  |                           |                           |  |  |                            |                            |  |  |                            |                            |
|  | CA Bègles Bordeaux                         | 45                                 | Aviron bayonnais      | 30 |                               |                               |  |  |                           |                           |  |  |                            |                            |  |  |                            |                            |
|  | 15 février 2003 à Marmande                 |                                    | Aviron bayonnais      | 30 |                               |                               |  |  |                           |                           |  |  |                            |                            |  |  |                            |                            |
|  |                                            | Stade montois                      | 25                    |    |                               |                               |  |  |                           |                           |  |  |                            |                            |  |  |                            |                            |
|  | US Marmande                                | Stade montois                      | 25                    | 13 |                               |                               |  |  |                           |                           |  |  |                            |                            |  |  |                            |                            |
|  | US Marmande                                | 8 mars 2003 à Bourgoin-Jallieu     |                       | 13 |                               |                               |  |  |                           |                           |  |  |                            |                            |  |  |                            |                            |
|  | Stade montois                              | 17                                 |                       |    |                               |                               |  |  |                           |                           |  |  |                            |                            |  |  |                            |                            |
|  | Stade montois                              | 17                                 | Stade montois         | 34 |                               |                               |  |  |                           |                           |  |  |                            |                            |  |  |                            |                            |
|  | 15 février 2003 à Saint-Vincent-de-Tyrosse |                                    | Stade montois         | 34 |                               |                               |  |  |                           |                           |  |  |                            |                            |  |  |                            |                            |
|  |                                            | Biarritz olympique                 | 31                    |    |                               |                               |  |  |                           |                           |  |  |                            |                            |  |  |                            |                            |
|  | US Tyrosse                                 | Biarritz olympique                 | 31                    | 10 |                               |                               |  |  |                           |                           |  |  |                            |                            |  |  |                            |                            |
|  | US Tyrosse                                 | 22 février 2003 à Bourgoin-Jallieu |                       | 10 |                               |                               |  |  |                           |                           |  |  |                            |                            |  |  |                            |                            |
|  | Biarritz olympique                         | 40                                 |                       |    |                               |                               |  |  |                           |                           |  |  |                            |                            |  |  |                            |                            |
|  | Biarritz olympique                         | 40                                 | Aviron bayonnais      | 13 |                               |                               |  |  |                           |                           |  |  |                            |                            |  |  |                            |                            |
|  | 15 février 2003 à Lyon                     |                                    | Aviron bayonnais      | 13 |                               |                               |  |  |                           |                           |  |  |                            |                            |  |  |                            |                            |
|  |                                            | CS Bourgoin-Jallieu                | 28                    |    |                               |                               |  |  |                           |                           |  |  |                            |                            |  |  |                            |                            |
|  | Lyon OU                                    | CS Bourgoin-Jallieu                | 28                    | 14 |                               |                               |  |  |                           |                           |  |  |                            |                            |  |  |                            |                            |
|  | Lyon OU                                    |                                    |                       | 14 |                               |                               |  |  |                           |                           |  |  |                            |                            |  |  |                            |                            |
|  | CS Bourgoin-Jallieu                        | 23                                 |                       |    |                               |                               |  |  |                           |                           |  |  |                            |                            |  |  |                            |                            |
|  | CS Bourgoin-Jallieu                        | 23                                 | CS Bourgoin-Jallieu   | 29 |                               |                               |  |  |                           |                           |  |  |                            |                            |  |  |                            |                            |
|  | 15 février 2003 à Aurillac                 |                                    | CS Bourgoin-Jallieu   | 29 |                               |                               |  |  |                           |                           |  |  |                            |                            |  |  |                            |                            |
|  |                                            | AS Béziers                         | 25                    |    |                               |                               |  |  |                           |                           |  |  |                            |                            |  |  |                            |                            |
|  | Stade aurillacois                          | AS Béziers                         | 25                    | 29 |                               |                               |  |  |                           |                           |  |  |                            |                            |  |  |                            |                            |
|  | Stade aurillacois                          | 22 février 2003 à Grenoble         |                       | 29 |                               |                               |  |  |                           |                           |  |  |                            |                            |  |  |                            |                            |
|  | AS Béziers                                 | 41                                 |                       |    |                               |                               |  |  |                           |                           |  |  |                            |                            |  |  |                            |                            |
|  | AS Béziers                                 | 41                                 | CS Bourgoin-Jallieu   | 39 |                               |                               |  |  |                           |                           |  |  |                            |                            |  |  |                            |                            |
|  | 15 février 2003 à Ucel                     |                                    | CS Bourgoin-Jallieu   | 39 |                               |                               |  |  |                           |                           |  |  |                            |                            |  |  |                            |                            |
|  |                                            | USA Perpignan                      | 20                    |    |                               |                               |  |  |                           |                           |  |  |                            |                            |  |  |                            |                            |
|  | RC Aubenas                                 | USA Perpignan                      | 20                    | 15 |                               |                               |  |  |                           |                           |  |  |                            |                            |  |  |                            |                            |
|  | RC Aubenas                                 |                                    |                       | 15 |                               |                               |  |  |                           |                           |  |  |                            |                            |  |  |                            |                            |
|  | FC Grenoble                                | 23                                 |                       |    |                               |                               |  |  |                           |                           |  |  |                            |                            |  |  |                            |                            |
|  | FC Grenoble                                | 23                                 | FC Grenoble           | 17 |                               |                               |  |  |                           |                           |  |  |                            |                            |  |  |                            |                            |
|  | 15 février 2003 à Toulon                   |                                    | FC Grenoble           | 17 |                               |                               |  |  |                           |                           |  |  |                            |                            |  |  |                            |                            |
|  |                                            | USA Perpignan                      | 30                    |    |                               |                               |  |  |                           |                           |  |  |                            |                            |  |  |                            |                            |
|  | RC Toulon                                  | USA Perpignan                      | 30                    | 21 |                               |                               |  |  |                           |                           |  |  |                            |                            |  |  |                            |                            |
|  | RC Toulon                                  |                                    |                       | 21 |                               |                               |  |  |                           |                           |  |  |                            |                            |  |  |                            |                            |
|  | USA Perpignan                              | 38                                 |                       |    |                               |                               |  |  |                           |                           |  |  |                            |                            |  |  |                            |                            |
|  | USA Perpignan                              | 38                                 |                       |    |                               |                               |  |  |                           |                           |  |  |                            |                            |  |  |                            |                            |

## Finale
| 27 mars 2003 | Stade rochelais | 22 - 20 (9 - 7) | CS Bourgoin-Jallieu | Stade Marcel-Deflandre, La Rochelle 4 500 spectateurs Arbitre : Christophe Berdos |
| 27 mars 2003 | Essai(s) : 1 Rivière (44e) Transformation(s) : 1 Bouché (44e) Pénalité(s) : 5 Bouché (2e, 17e, 24e, 64e, 70e) Carton(s) jaune(s) : 1 Pierre (59e) |                 | Essai(s) : 2 de pénalité (28e), Davis (55e) Transformation(s) : 2 Boyet (28e, 55e) Pénalité(s) : 2 Boyet (54e, 78e) Carton(s) jaune(s) : 1 Papé (58e) | Stade Marcel-Deflandre, La Rochelle 4 500 spectateurs Arbitre : Christophe Berdos |
| 27 mars 2003 | |                 | | Stade Marcel-Deflandre, La Rochelle 4 500 spectateurs Arbitre : Christophe Berdos |